# Planalto de Tran Ninh

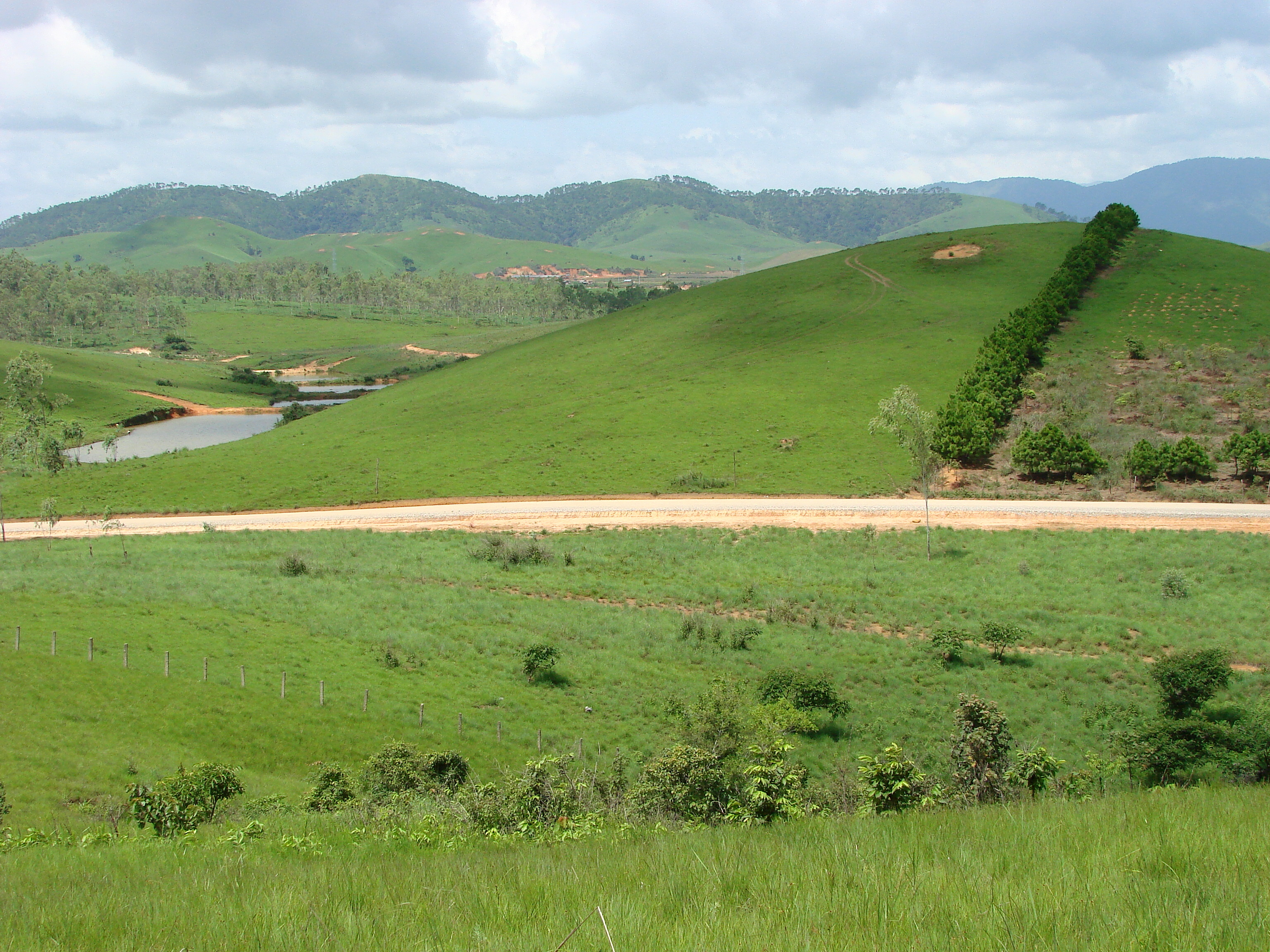
Paisagem do planalto de Xiangkhoang ou de Tran Ninh

O planalto de Tran Ninh ou planalto de Xiangkhoang é um planalto situado a grande altitude no Centro de Laos, constituído por maciços de calcário e arenito outrora cobertos de floresta tropical húmida de monção. A agricultura itinerante praticada pelos montanheses destruiu a floresta do planalto, que está hoje coberto de vegetação rasteira, com carvalhos e pinheiros esparsos junto dos cursos de água. O planalto possui jazigos inexplorados de ouro aluvial, antimónio, cobre, chumbo, zinco e prata. O centro do planalto é conhecido pelo nome de planície dos Jarros.